# Romania ai XVII Giochi olimpici invernali
La Romania partecipò ai XVII Giochi olimpici invernali, svoltisi a Lillehammer, Norvegia, dal 12 al 27 febbraio 1994, con una delegazione di 23 atleti impegnati in sette discipline.